# 중국 대륙-홍콩 관계

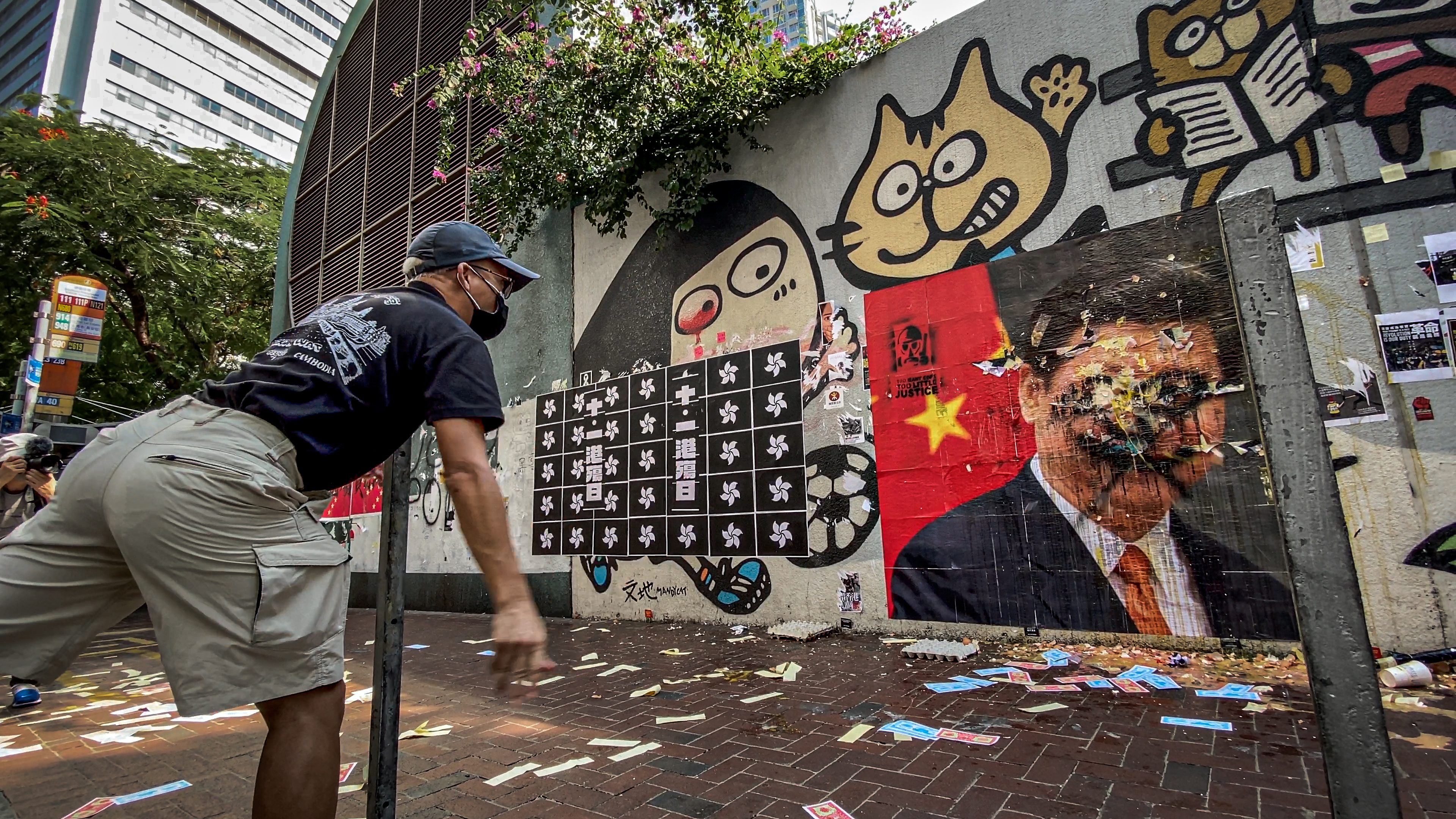
중화인민공화국 국경절인 2019년 10월 1일에 시진핑 주석이 그려진 담벼락에 계란을 투척하는 홍콩 시민.

중국 대륙-홍콩 관계는 2000년대 초부터 불거지고 있는 홍콩과 중국 대륙 간의 관계를 말한다. 서로 갈등에 대한 다양한 원인들이 있지만, 근본적으로는 일국양제라는 체제의 해석여지와 그 체제 자체의 모순이 원인이다. 홍콩에서는 일국양제로서 홍콩에 보장된 "체제"가 민주제라고 생각하여 정치적 자치권을 누리기를 원하는 반면, 본토에서는 그것을 자본제라고 생각하며 홍콩이 서방 자본과 중국을 연결해 돈을 벌어주는 창구의 역할만 충실히 수행하기를 원한다. 또한 일국양제 그 자체도 2047년이면 만료되고 본토의 직접통치가 시작되기 때문에 홍콩의 민주제는 본헤 시한부 민주제였다는 근본 모순을 안고 있다.